# 螣蛇增八
仙女座12，又名BD+37 4817，HD 220117、SAO 73190、HR 8885，是仙女座的一颗恒星，视星等为5.77，位于銀經103.98，銀緯-21.33，其B1900.0坐标为赤經23h 16m 3.5s，赤緯+37° -21.33′ 11″。